# Řešetlákovité
Řešetlákovité (Rhamnaceae) je čeleď vyšších dvouděložných rostlin z řádu růžotvaré (Rosales). Jsou to převážně dřeviny se střídavými nebo vstřícnými jednoduchými listy. Květy jsou nenápadné, čtyř nebo pětičetné, se žlaznatým diskem. Čeleď je celosvětově rozšířena, nejvíce druhů je v tropickém pásu. V ČR se vyskytují 2 druhy – krušina olšová a řešetlák počistivý. Někteří zástupci řešetlákovitých poskytují ovoce, dřevo, léčiva nebo barviva, jiné jsou pěstovány jako okrasné dřeviny.

## Evoluce
Unikátní výzkum odhalil, že první zástupci této skupiny se objevili již na konci prvohorního permu, téměř před 260 miliony let. Představují tak nejstarší známé krytosemenné rostliny v dějinách života na Zemi.

## Popis
Řešetlákovité jsou opadavé nebo stálezelené stromy, keře, liány s úponkami, vzácně i byliny (rod Crumenaria). Ve stoncích jsou často slizové buňky (idioblasty), v kůře někdy i slizové kanálky. Listy jsou jednoduché, střídavé nebo vstřícné, s 3 až 5 žilkami nebo se zpeřenou žilnatinou. Čepel je celokrajná nebo zubatá. Rod kolécie (Colletia) má listy redukované a asimilační funkci přebírají zelené zploštělé stonky, nazývané kladódia. Palisty jsou drobné, opadavé nebo vytrvalé, u některých zástupců přeměněné v trny. Květy jsou drobné, jednopohlavné nebo oboupohlavné, čtyř nebo častěji pětičetné, nejčastěji v úžlabních vrcholících nebo svazečcích, méně často hroznech.
Kalich i koruna jsou ze 4 až 5 lístků. Tyčinek je 4 nebo 5 a jsou přirostlé ke korunním lístkům. Podobné květy jako řešetlákovité mají i zástupci čeledi jesencovité (Celastraceae), u nich jsou naopak tyčinky umístěné naproti kališním lístkům. V květech je přítomen často nápadný intrastaminální žlaznatý terč. Semeník je svrchní až spodní, srostlý ze 2 až 4 plodolistů nebo vzácně tvořený jediným plodolistem. V každém plodolistu je 1 (nebo 2) vajíčko. Plodem je pukavá nebo nepukavá tobolka nebo peckovice s 1 až 4 semeny, případně poltivý plod (schizokarp).

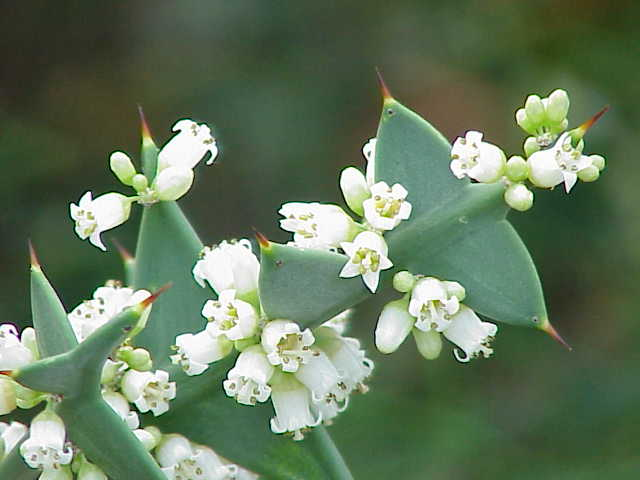
Kolécie křížatá (Colletia paradoxa)
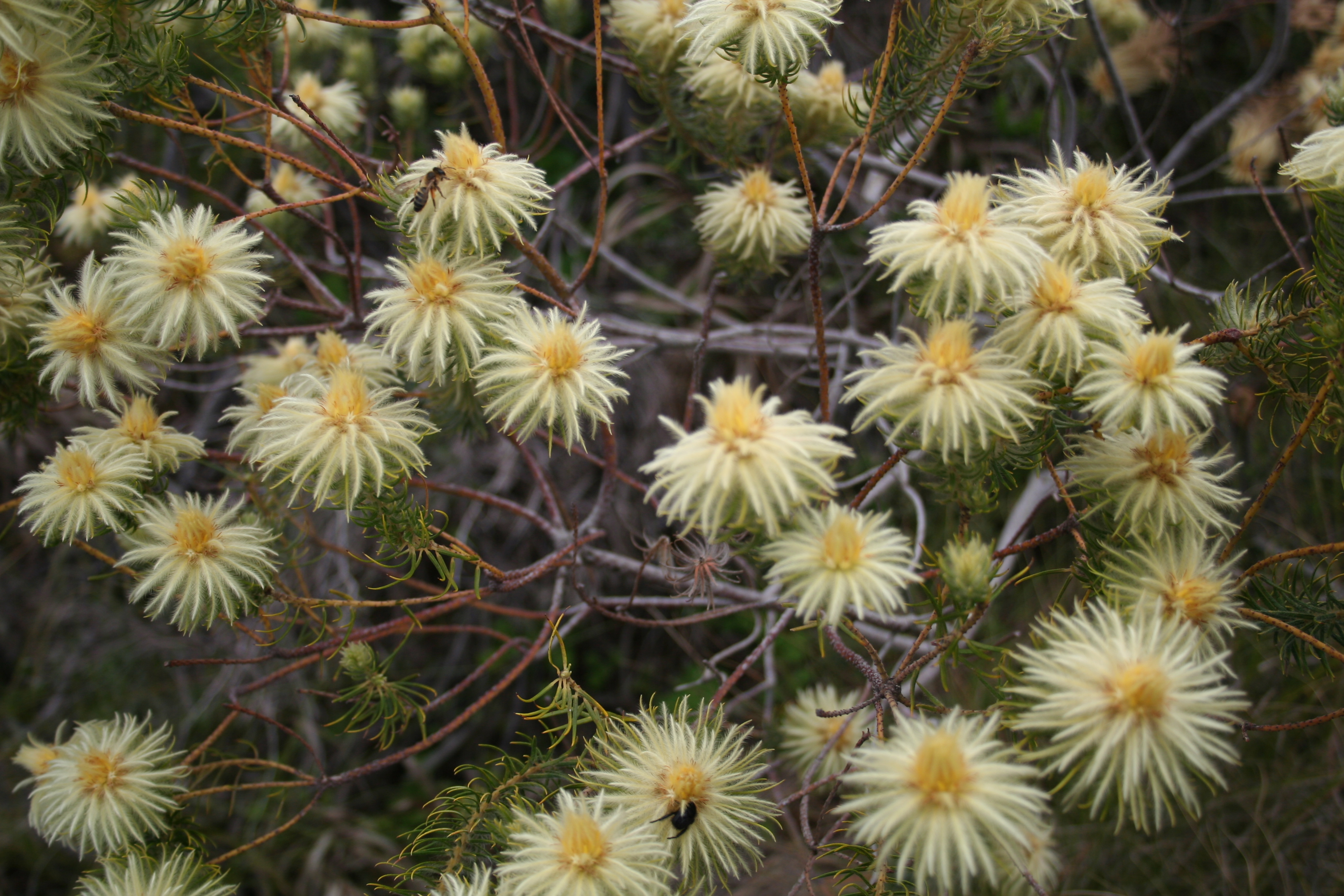
Fylika Phylica pubescens

## Rozšíření
Čeleď řešetlákovité zahrnuje asi 925 druhů v 52 rodech. Největší rody jsou fylika (Phylica, asi 150 druhů), cicimek (Ziziphus, asi 100 druhů), řešetlák (Rhamnus, 125 druhů) a latnatec (Ceanothus, 55 druhů). Zástupci čeledi se vyskytují po celém světě od tropů po mírný pás.
Největší počet druhů a rodů řešetlákovitých roste v tropech. Vyskytují se zejména na vápencových podložích.

## Ekologické interakce
Spíše nenápadné květy řešetlákovitých jsou navštěvovány mouchami, včelami, vosami a brouky. Mohou být cizosprašné i samosprašné. Semena druhů s dužnatými plody (řešetlák, okoralka, Reynosia, Krugiodendron) jsou obvykle šířena ptáky nebo savci. U druhů s pukavými plody (latnatec, Colubrina) jsou semena vystřelována do okolí. Tropický rod Gouania má okřídlené plody, které jsou rozšiřovány větrem.
Některé druhy rodu Discaria mají plovoucí plody, šířené prostřednictvím vodních toků.

## Obsahové látky
Typickým metabolitem řešetlákovitých jsou anthranoidy (glykosidy derivátů anthrachinonu) s projímavým účinkem. Krušina olšová (Frangula alnus) obsahuje anthranoid glukofrangulin, řešetlák počistivý (Rhamnus cathartica) kaskarosidy.
Mnohé druhy řešetlákovitých obsahují také alkaloidy, triterpenoidní aj. saponiny, kyselinu chelidonovou a látky blízké chininu.

Z kůry a listů cicimku čínského (Ziziphus jujuba) bylo izolováno množství alkaloidů různých typů, saponiny, triterpeny, flavonoidy aj. Listy cicimku čínského obsahují i triterpenoidní glykosid ziziphin, paralyzující vnímání sladké chuti.

## Taxonomie
V dřívějších systémech byly řešetlákovité nejčastěji řazeny do samostatného řádu řešetlákotvaré (Rhamnales).
Cronquist řadil do tohoto řádu i čeledi révovité (Vitaceae) a Leeaceae (dnes součást Vitaceae). Podle kladogramů APG jsou sesterskými větvemi čeledi hlošinovité (Elaeagnaceae) a Dirachmaceae.
Rod krušina (Frangula) je v některých systémech vřazován do rodu řešetlák (Rhamnus), ve středoevropské taxonomii je chápán jako samostatný.

## Evropská květena
V evropské květeně je čeleď zastoupena 4 rody: krušina (Frangula, 2 druhy), řešetlák (Rhamnus, 14 druhů), trnovec (Paliurus, 2 druhy) a druhem cicimek dvojtrnný (Ziziphus lotus).
V květeně ČR jsou zastoupeny 2 druhy: krušina olšová (Frangula alnus, syn. Rhamnus frangula) a řešetlák počistivý (Rhamnus cathartica).
Na jihozápadním Slovensku (Děvínská Kobyla) roste na jediné lokalitě druh řešetlák skalní (Rhamnus saxatilis), druh běžnější např. v Rakousku a Maďarsku.

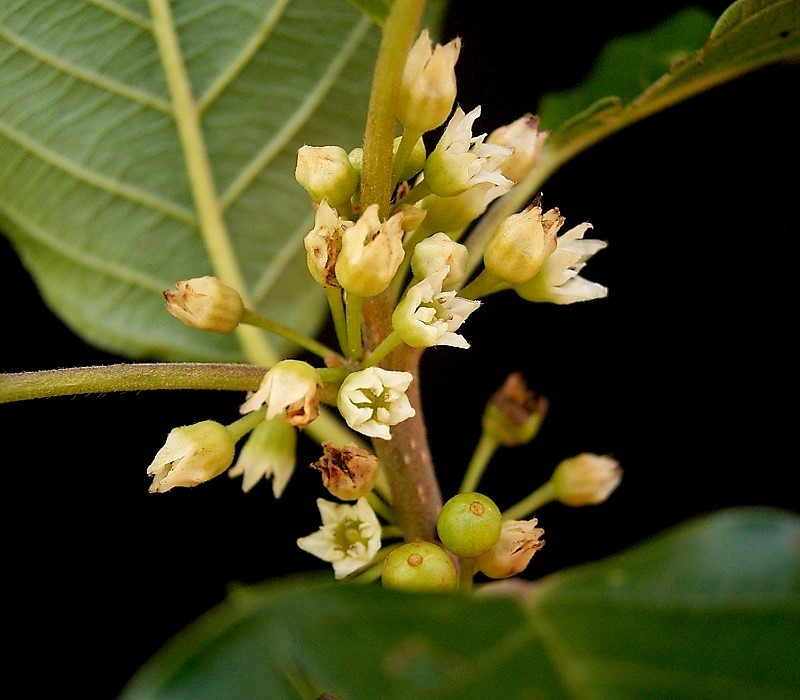
Krušina olšová (Frangula alnus)
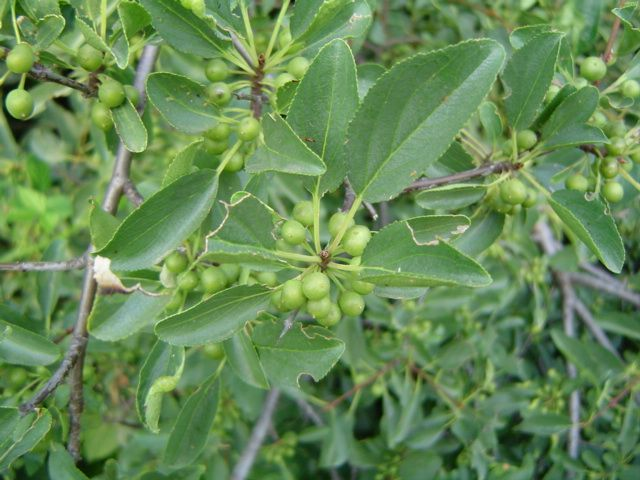
Řešetlák počistivý (Rhamnus cathartica)
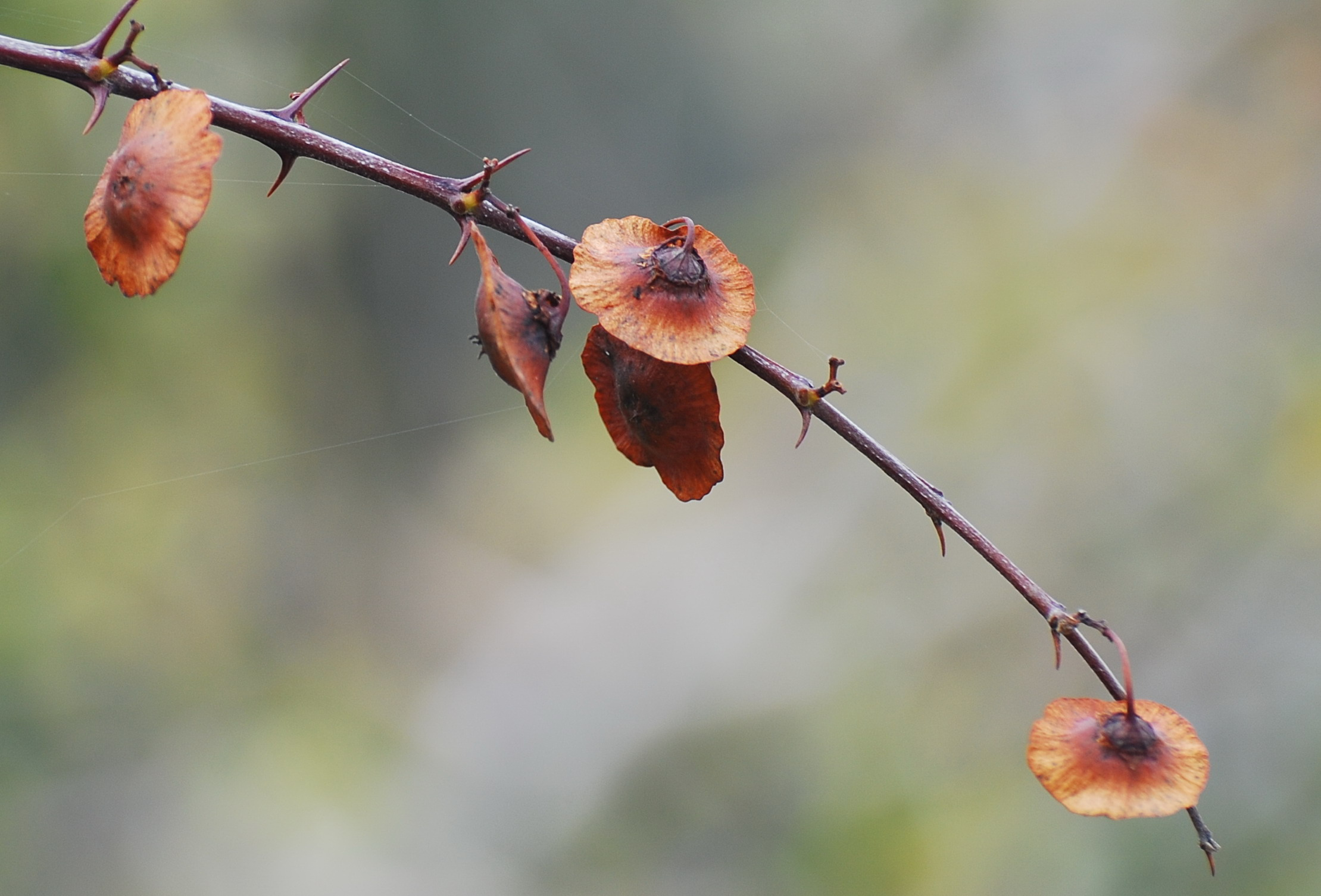
Plody trnovce Kristova
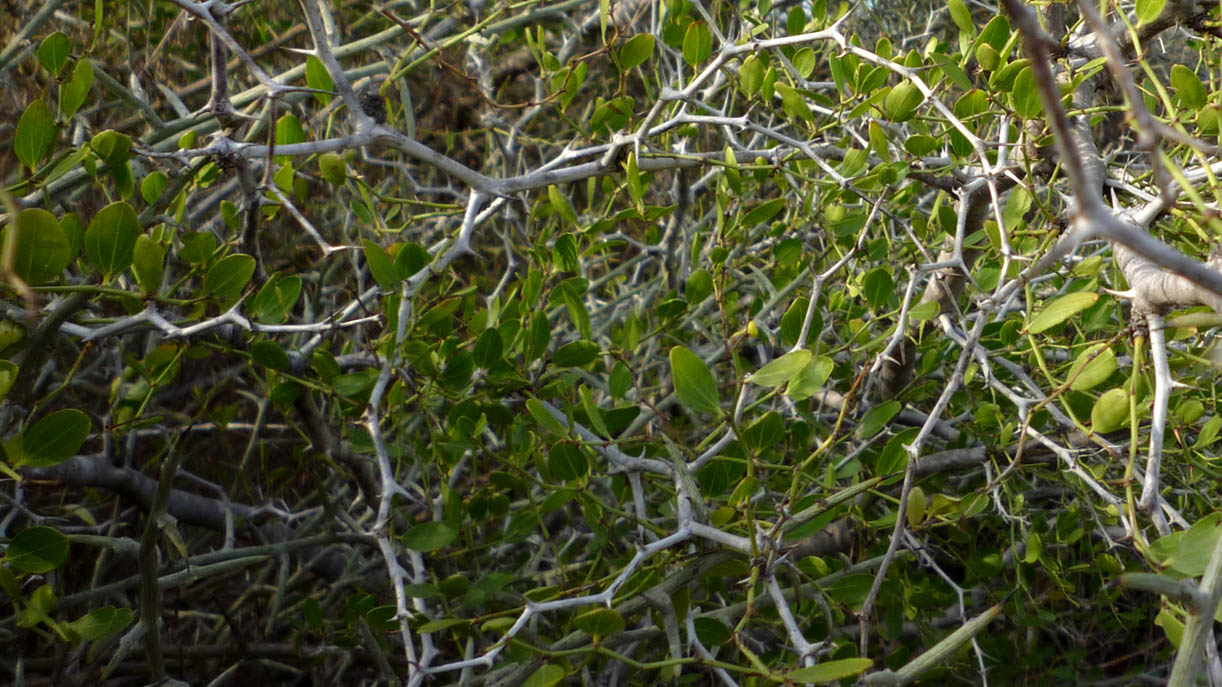
Cicimek dvojtrnný (Ziziphus lotus)

## Zástupci
- cicimek (Ziziphus)
- dužistopka (Hovenia)
- fylika (Phylica)
- kolécie (Colletia)
- krušina (Frangula)
  - krušina olšová (Frangula alnus)
- latnatec (Ceanothus)
- okoralka (Berchemia)
- Rhamnella
- řešetlák (Rhamnus)
- trnovec (Paliurus)

## Význam
Cicimek čínský (Ziziphus jujuba), pocházející z Číny, je odedávna pěstován jako ovocná dřevina. Mnohé další druhy rodu cicimek poskytují ovoce místního významu, např. indický cicimek mauricijský (Z. mauritiana) a Ziziphus nummularia, cicimek dvojtrnný (Ziziphus lotus) ze Středomoří, jihoamerické druhy Z. mistol, Z. angolito a Z. joazeiro. Z druhu Ziziphus mistol je v Andách připravován alkoholický nápoj.
Zdužnatělé stopky jinak nejedlých bobulí hovénie sladké (Hovenia dulcis) pocházející z Indie a Číny jsou chutí podobné hruškám a jsou využívány jako ovoce.
Dřevo rodů Alphitonia, Colubrina, Hovenia a Ziziphus je používáno na konstrukce, nábytek, v řezbářství, soustružnictví a na výrobu hudebních nástrojů. Na Jamaice je těženo dřevo cicimku Ziziphus chloroxylon, v Karibiku dřevo Colubrina arborescens. Dřevo cicimku čínského (Ziziphus jujuba) je v Číně ceněným materiálem na truhlářskou výrobu.
Kůra, semena a listy některých druhů, především řešetláku počistivého (Rhamnus cathartica) a krušiny olšové (Frangula alnus) jsou využívány jako projímadla. Čerstvá krušina však způsobuje dávení. V medicíně se používá i severoamerický řešetlák Purshův. Rozdrcené plody a semena cicimku datlového (Ziziphus jujuba) jsou v Číně používány v tradičním lékařství při únavě a nespavosti, hypertenzi, fyzickém vyčerpání, nervových poruchách a podvýživě.
Extrakt z kůry Trevoa trinervia je v Chile používán na popáleniny. Kůra liány Gouania domingensis je v Karibiku používána jako stimulant. Alkoholový výtažek ze dřeva kolécie Colletia spinosa je v Brazílii používán k léčení malárie.
Různé druhy řešetláku (Rhamnus) poskytují barviva: zelené a modré je získáváno z plodů, žluté z kůry.
Některé druhy bohaté na saponiny jsou používány obdobně jako mýdlo, v Jižní Americe např. kořeny kolécie Colletia spinosissima. Stonky Gouania lupuloides při žvýkání pění a jsou používány jako ústní voda.
Některé druhy řešetlákovitých jsou používány jako okrasné dřeviny. Mimo domácí krušiny olšové (Frangula alnus) je v ČR vzácně pěstována i severoamerická krušina Purshova (Frangula purshiana) a jihoevropská krušina skalní (Frangula rupestris). V botanických zahradách je občas pěstována hovénie sladká (Hovenia dulcis). Z keřovitých řešetláků je pěstován domácí řešetlák počistivý (Rhamnus cathartica), některé další evropské druhy (řešetlák alpský – R. alpina, řešetlák balkánský – R. fallax, řešetlák skalní – R. saxatilis) a asijský řešetlák kavkazský (R. imeretina). Jako skalnička je občas pěstován poléhavý řešetlák nízký (Rhamnus pumila). Vzácně jsou pěstovány keře rodu okoralka (Berchemia), pocházející z Asie nebo ze Severní Ameriky a kvetoucí latami drobných bělavých kvítků.
Různé druhy jihoamerických kolécií (Colletia) jsou pro svůj zvláštní vzhled občas pěstovány ve sklenících jako botanická zajímavost.

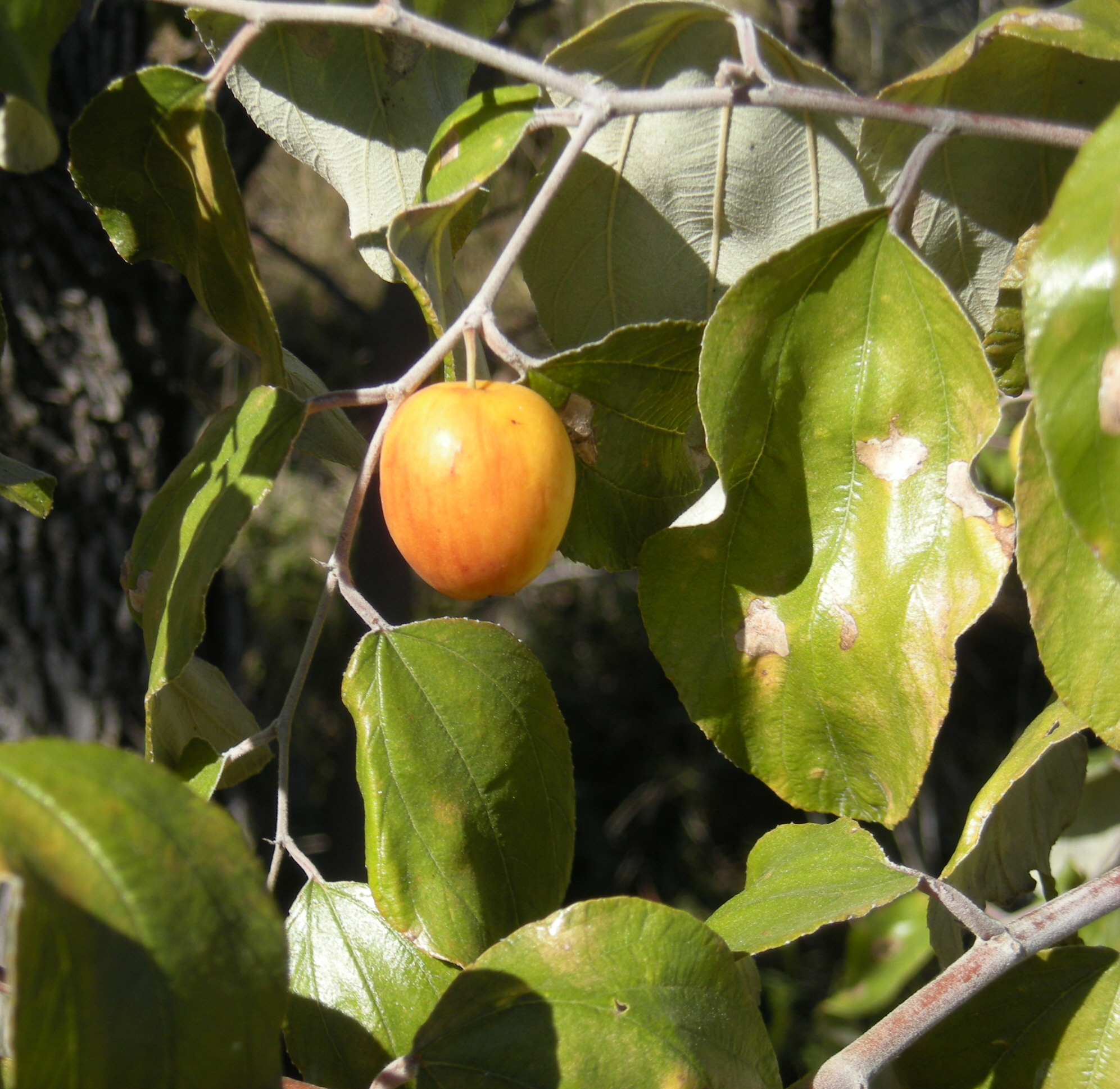
Cicimek Ziziphus mauritiana
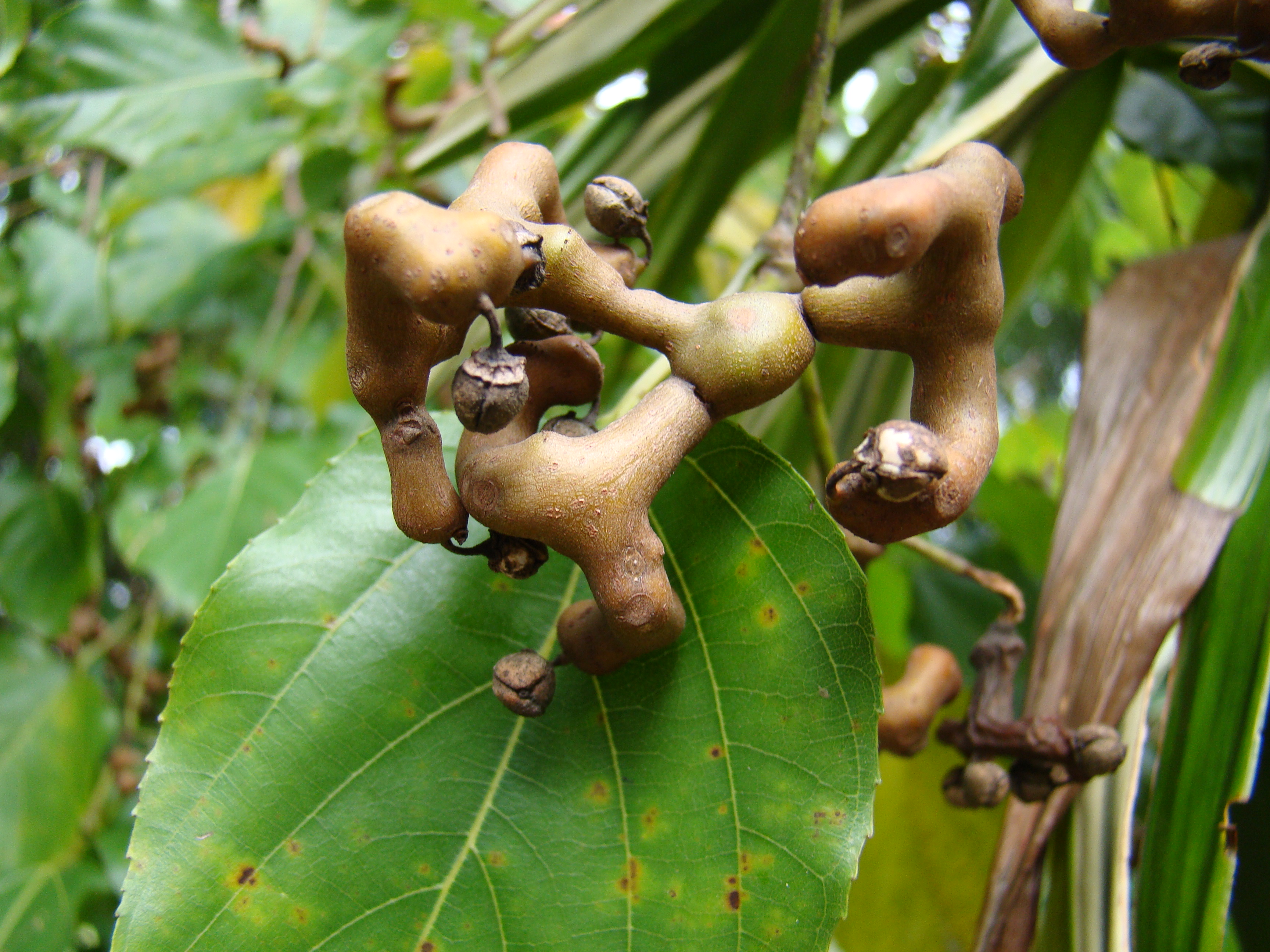
Hovénie sladká (Hovenia dulcis)
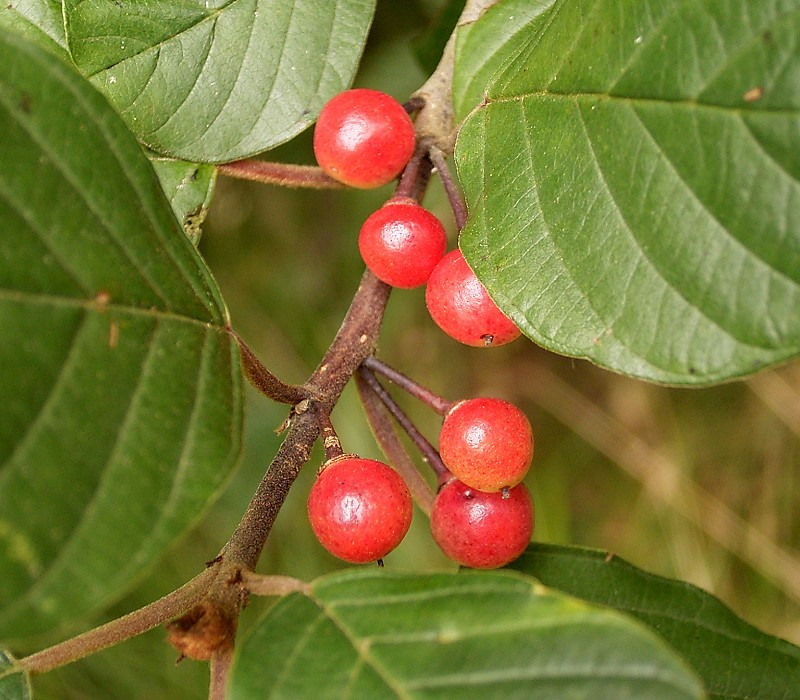
Krušina olšová (Frangula alnus)
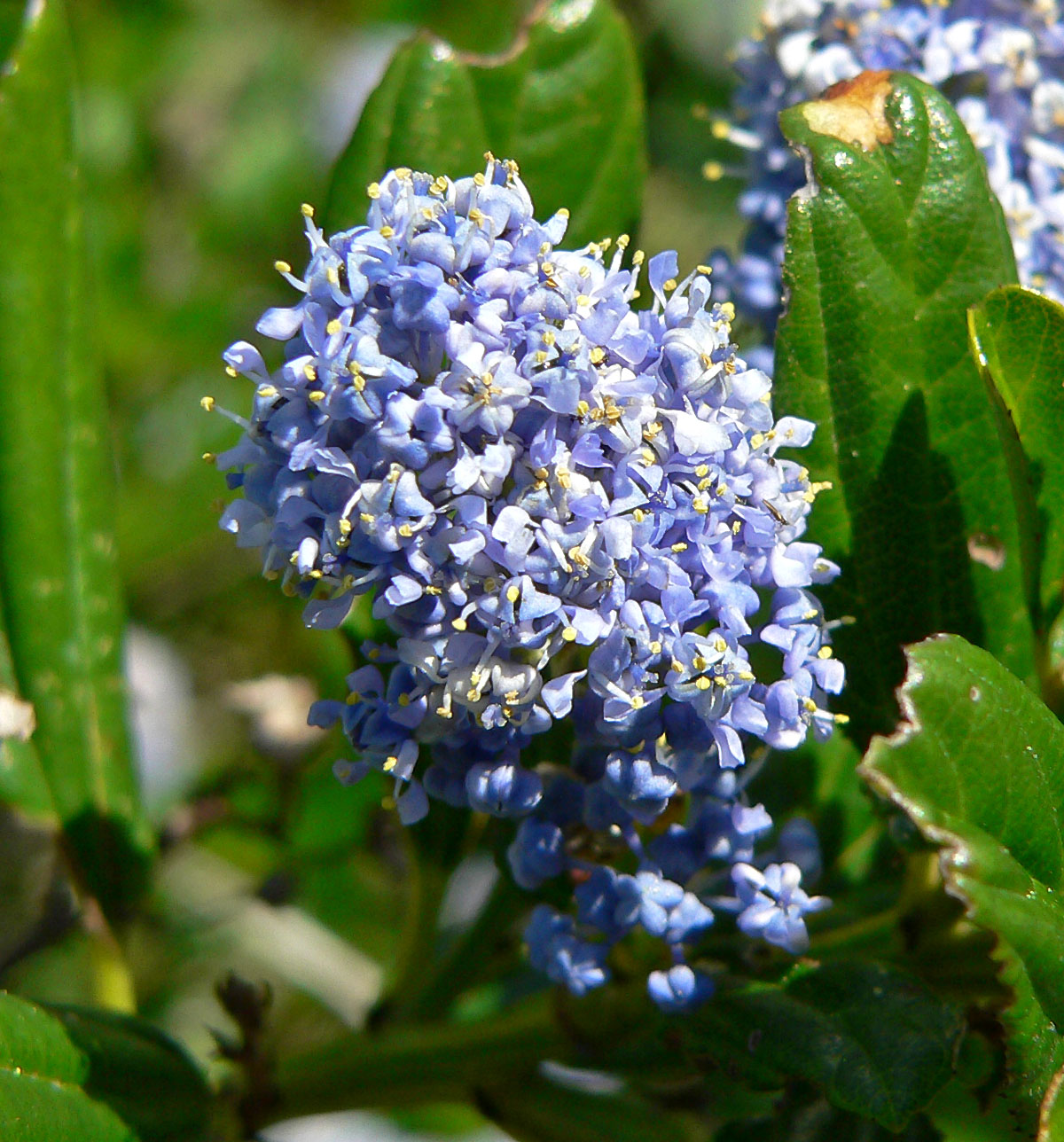
Latnatec Ceanothus thyrsiflorus

## Seznam rodů
Adolphia,
Alphitonia,
Alvimiantha,
Ampelozizyphus,
Araracuara,
Auerodendron,
Bathiorhamnus,
Berchemia,
Berchemiella,
Blackallia,
Ceanothus,
Colletia,
Colubrina,
Condalia,
Crumenaria,
Cryptandra,
Discaria (vč. Chacaya),
Doerpfeldia,
Emmenosperma,
Frangula,
Gouania,
Granitites,
Helinus,
Hovenia,
Jaffrea,
Johnstonalia,
Karwinskia,
Kentrothamnus,
Krugiodendron,
Lasiodiscus,
Maesopsis,
Nesiota,
Noltea,
Ochetophila,
Oreothamnus,
Paliurus,
Papistylus,
Phylica,
Polianthion,
Pomaderris,
Pseudoziziphus,
Reissekia,
Retanilla,
Reynosia,
Rhamnella (vč. Dallachya),
Rhamnidium,
Rhamnus (vč. Atadinus, Endotropis),
Sageretia,
Sarcomphalus,
Schistocarpaea,
Scutia,
Serichonus,
Siegfriedia,
Smythea,
Spyridium,
Stenanthemum,
Trevoa,
Trichocephalus,
Trymalium,
Ventilago,
Ziziphus